# ورزشگاه آرسنال
 ورزشگاه آرسنال  (به انگلیسی: Arsenal Stadium) یا ورزشگاه هایبوری ورزشگاه سابق باشگاه فوتبال آرسنال در شهر لندن است.
باشگاه آرسنال از سال ۱۹۱۳ تا ۲۰۰۶ مسابقات خانگی خود را در این ورزشگاه برگزار می‌کرد اما پس آن کلیه مسابقات خود را به ورزشگاه امارات منتقل کرد. همچنین بخشی از بازی‌های المپیک تابستانی ۱۹۴۸ در این ورزشگاه برگزار شده بود. این ورزشگاه پس از تخریب به مجتمع مسکونی تبدیل شد.